# Pałac na Wodzie w Staniszowie
Pałac na wodzie w Staniszowie – zabytkowy pałac w dolnej części Staniszowa, na terenie dawnego zespołu dworskiego.

## Historia
Istnieje mało przekazów historycznych dotyczących majątku w dolnym Staniszowie. Jednym z pierwszych wymienianych w źródłach właścicieli był Heinrich von Reibnitz, który kupił w roku 1620 średni i dolny Staniszów od spadkobierców Jermina von Plannitz. 
Na początku XVIII w. Reibnitzowie odsprzedali ziemię Bernhardowi Benito Mohrenthalowi. Prawdopodobnym zleceniodawcą budowy pałacu był Heinrich von Reuss. Wzniesiono go w 1786, na jeden rok wcześniej od rozbudowy głównego pałacu w Staniszowie.  W latach 30. XIX w. obiekt przebudowano. Do końca XIX w. był własnością rodziny von Reuss, później jako dzierżawców wymienia się Urlicha Woide z Berlina, Otto von Zabelite i Emila Mettig. 

## Opis obiektu
Pałac na wodzie założony na planie prostokąta, bryła zwarta, dwukondygnacyjny, nakryty  dachem czterospadowym z lukarnami. Fasadę obiektu urozmaica taras wsparty na czterech kolumnach, poniżej którego znajduje się główne wejście do pałacu. Ponad tarasem w połaci dachowej szczyt. Wnętrze 2-traktowe, zachowane sklepienie kolebkowe z lunetami. Obramienia okien kamienne, proste. Portal wejściowy zwieńczony frontonem w kształcie par enroulement zawierającym pusty kartusz, ujęty w liściaste labry.
Teren przed elewacją wschodnią – parkową opada łagodnie w stronę stawu.

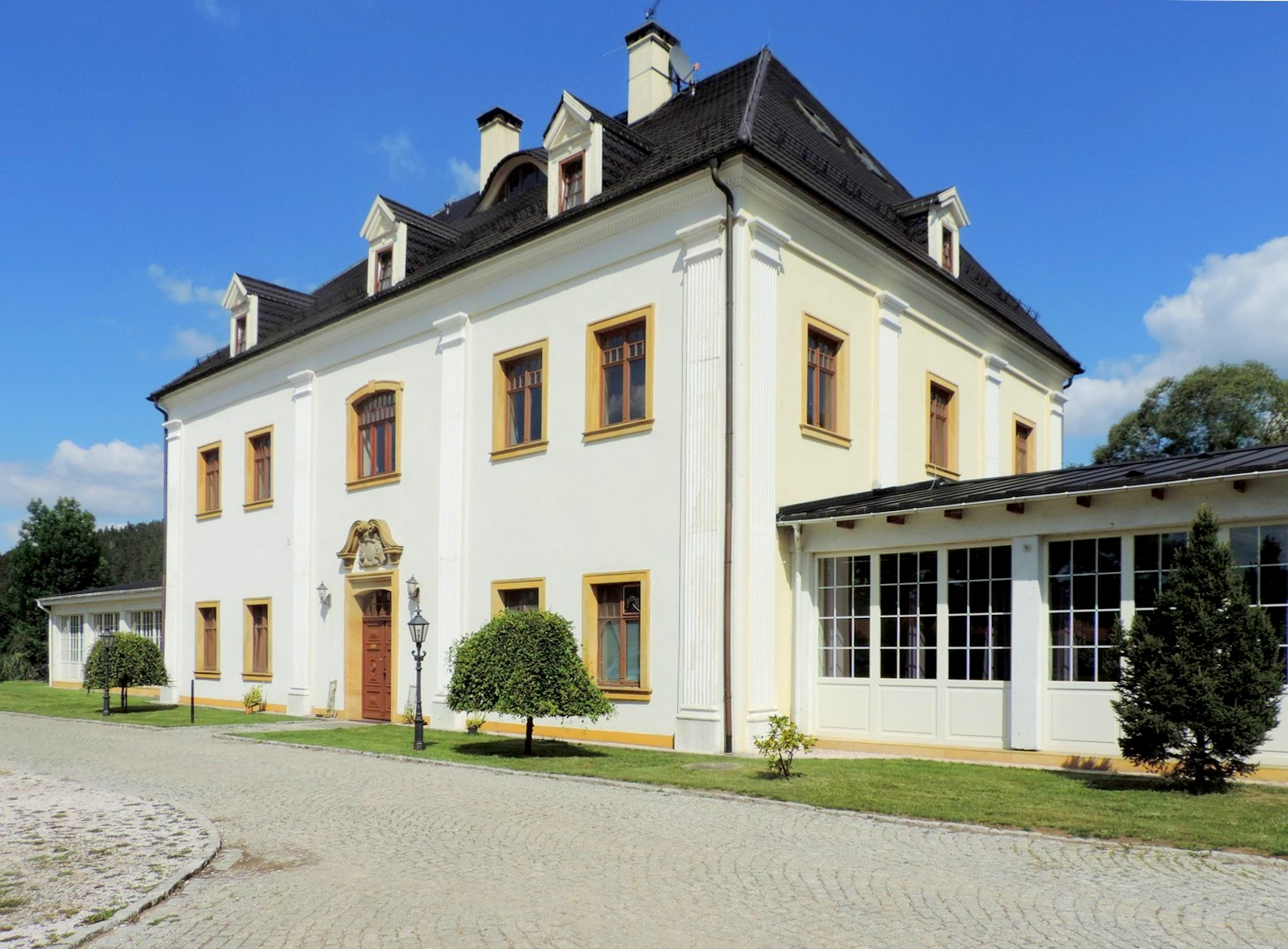
Portal
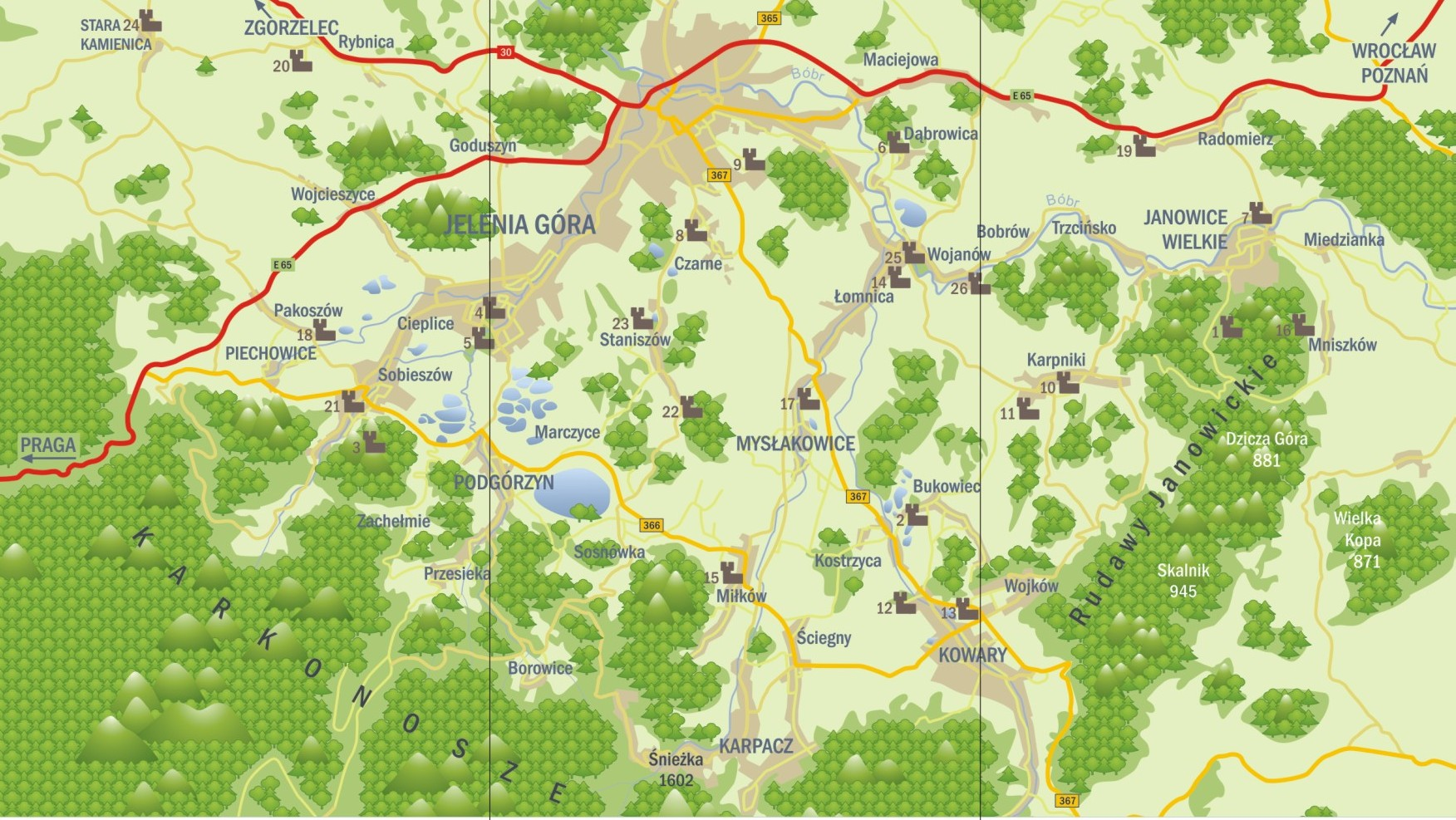
Mapa Doliny Pałaców i Ogrodów

## Zobazcz też
- Dwór w Staniszowie, nr 68
- Pałac w Staniszowie, nr 100
- Zamek Henryka